# Theodor Neijström
Gustav Theodor Neijström, född 23 september 1883 i Eskilstuna, Södermanlands län, död 29 juli 1948 i Södertälje, Stockholms län
, en svensk friidrottare (diskuskastning). Han tävlade för Eskilstuna GAK.
Landqvist deltog i diskus vid OS i London 1908 men blev oplacerad.